# Birte Berg
Birte Berg (* 24. April oder 30. April 1958 in Struer, Dänemark) ist eine dänische Schauspielerin.

## Leben
Berg besuchte die Schauspielschule im dänischen Aarhus und die Königlich Dänische Kunstakademie. Sie spielte zunächst Theater und war zwischen 1984 und 1994 am Contra-Kreis Theater Bonn, an der Komödie Frankfurt sowie an den Städtischen Bühnen Bonn engagiert.
Sie spielte in einer Vielzahl von Fernsehproduktionen wie Polizeiruf 110 und SOKO 5113 mit. Von 1999 bis 2001 war Berg in der ARD-Serie Marienhof in der Rolle der Ulla Neuhaus zu sehen und verkörperte von 2009 bis September 2010 in Sat.1-Serie Eine wie keine die Gestüt-Besitzerin Elisabeth Aden.
2021 trat sie in Paolo Sorrentinos Spielfilm The Hand of God auf, der bei den Internationalen Filmfestspiele von Venedig 2021 mit dem Silbernen Löwen, dem Großen Preis der Jury, ausgezeichnet wurde.

## Filmografie (Auswahl)
- 1976: Der deutsche Film ist tot – Es lebe der deutsche Film
- 1983: Die Krimistunde (Fernsehserie, Folge 8, Episode: "Ein Toter meldet sich zu Wort")
- 1985: Schwarz Rot Gold – Nicht schießen (Serie)
- 1987: Der Stein des Todes (TV-Film)
- 1987: Hexenschuß (TV-Film)
- 1988: Kampf der Tiger (TV-Film)
- 1992: A Bear called Arthur (Un orso chiamato Arturo, Kino)
- 1992: Ottobre Rosa all'Arbat (Kino)
- 1996: Uomo d’acqua dolce (Kino)
- 1996: La Ragnatela del Silenzio (Kino)
- 1996–1997: Un posto al sole (Serie)
- 1997: Große Freiheit – Die Nacht der Detektive (Serie)
- 1997–1998: Geliebte Schwestern (Serie)
- 1998–2001: Marienhof (Serie)
- 1999: Suche nach dem Paradies (Serie)
- 2000: Polizeiruf 110: Ihr größter Fall (Serie)
- 2000: Für alle Fälle Stefanie – Offene Wunden (Serie)
- 2001: Die Affäre Semmeling (TV-Sechsteiler)
- 2003: Herz ohne Krone (TV-Film)
- 2003: Im Schatten der Macht (TV-Film)
- 2004: Soko 5113 – Eine feine Gesellschaft (Serie)
- 2010: Die Rosenheim-Cops – Der Schlüssel zum Tod (Serie)
- 2009–2010: Eine wie keine (Serie)
- 2011: SOKO Stuttgart – Tod im Bunker (Serie)
- 2011: Hubert und Staller – Feuer und Flamme (Serie)
- 2012: SOKO 5113 – Liebe, Sex & Tod (Serie)
- 2013: Großstadtrevier – Tödliches Rampenlicht (Serie)
- 2014: Die Rosenheim-Cops – Aumanns letzte Stunde (Serie)
- 2015: Mord in bester Gesellschaft – Bitteres Erbe (Serie)
- 2015: English für Runaways (Serie)
- 2016: Der Schockmoment (Serie)
- 2016: Tief gefallen (Serie)
- 2018: Weltzeituhr (Program)
- 2019: Die Rosenheim-Cops – Der tote Sommer (Serie)
- 2020: SOKO Wismar – Ilse muss weg (Serie)
- 2021: The Hand of God (Regie: Paolo Sorrentino)
- 2024: Dr. Nice – Federn lassen (TV-Film)